# Javier Coronas
Javier Coronas Aguilar (Barcelona, 27 de junio de 1969) es un humorista y presentador español.

## Biografía
Hijo de madre valenciana (Burjasot) y padre conquense (Cañete), nació en el barrio de El Carmelo de Barcelona donde pasó su infancia y primera juventud. Cursó sus primeros estudios en el CNM Montseny, ahora llamado Escuela Montseny.
Empezó su carrera como comunicador en emisoras locales de Barcelona, hasta que en 1993 se trasladó a Zaragoza. Allí, en 1997, debutó en televisión con el programa Que viene el lobo, magazín presentado por Luis Larrodera en la cadena local Antena Aragón. En este programa, tenía un espacio propio que se llamaba CCC (Cosas Curiosas de Coronas), con secciones como Inglis is chupin, caricatura de los cursos de inglés por televisión, y otra de llamadas telefónicas de broma, en una primera fase cogiendo la guía telefónica y más tarde llamando a centros oficiales y celebridades.
Ramón Arangüena, que fue invitado al programa, vio el talento de Coronas y lo llevó a Lo + Plus en 2001, programa de entrevistas de (Canal+), donde alcanzó la fama a nivel nacional. En 2002 se mudó a Madrid y comenzó a trabajar también en Lo que es la vida de Radio Nacional de España. Al año siguiente, en vista de su popularidad, Canal+ le encargó su propio programa, + Te Vale XXL (2003-2005).
En el canal de Sogecable, Cuatro, Coronas se hizo cargo de la presentación del programa Los 4 de Cuatro, que buscaba mediante cástines nuevos rostros para la cadena. Por otro lado, presentó y dirigió el arriba mencionado programa Más te vale XXL, versión alargada y sabatina del programa del mismo título, que compaginaba los vídeos emitidos en el programa durante la semana con sketches de humor escritos y protagonizados por el propio Coronas. Desde finales de abril de 2006 colabora en Nos pierde la fama, programa de entretenimiento y humor sobre la actualidad de los famosos, así como en el concurso presentado por Nico Abad, Soy el que más sabe de televisión del mundo. En septiembre de 2006 se unió al equipo de Noche Hache, en la misma cadena.
Publicó junto a su amigo José Antonio Videgaín su primer libro, No me cuentes cuentos (2004), y fue el pregonero oficial de las Fiestas del Pilar de Zaragoza ese mismo año. 
Javier es partícipe del proyecto de fotografía espontánea: Captura.org. 
Desde enero de 2008 hasta junio de 2011 actuó en el programa de humor Oregón Televisión, que emite Aragón Televisión, donde daba vida a distintos personajes y roles en distintos sketches. Su trabajo más conocido en el programa fue el de presentador de la sección Curso de oregonés para foranos.
En la temporada 2008/09 formó parte del equipo del programa de las tardes de Cuatro Estas no son las noticias.
Desde noviembre de 2008 presenta el programa de humor Ilustres ignorantes junto a Javier Cansado y Pepe Colubi en Canal +, posteriormente en #0 de Movistar+.
Desde febrero hasta mayo de 2014 presentó el talk show Alaska y Coronas (antiguo Torres y Reyes) junto a Alaska emitido en La 2, canal de TVE.
En septiembre de 2014 se incorpora al late show En el aire.
Además es colaborador de"Colgados del Aro" en la plataforma YouTube.
En 2016 colaboró semanalmente en el programa de Andreu Buenafuente Late motiv en #0, canal de Movistar+.

## Obras

### Libros
- No me cuentes cuentos (2003)
- Entrevistas post mortem (o no...) (2009)
- Curso de oregonés para foranos (enero, 2012)
- Curso de oregonés para foranos. Volumen 2, pues (noviembre, 2012)